# Miguel Lluch
Miguel Lluch Suñé (Sète, 23 octobre 1922 - Alicante, 19 mai 2016) est un réalisateur et scénariste espagnol né en France.

## Biographie
Miguel Lluch commence à travailler dès l'âge de 13 ans pour aider à subvenir aux besoins de sa famille. Il entre dans le Syndicat des peintres (« el Gremio de los pintores ») au début de la guerre civile espagnole. Lorsque le syndicat fut divisé entre peintres et arts graphiques, il fut sollicité par les artistes et apprit à dessiner avec les grands noms de son temps. De là, il commence à travailler pour l'industrie du cinéma. Après la guerre, il collabore avec Ignacio F. Iquino comme décorateur. Il travaillera ainsi avec lui dans de nombreux films en tant que directeur artistique. C'est également Iquino qui lui donnera la possibilité de réaliser son premier film.
Tout au long de sa vie, il a travaillé aussi bien pour le cinéma et la télévision que pour le dessin et la peinture. Il a illustré des livres, comme la première édition de Los niños tontos (es) d'Ana María Matute. Une exposition de ses œuvres a eu lieu en 1998 à Gli Angelini à Stockholm.

### Vie privée
Miguel Lluch a eu deux fils d'un premier mariage. Il se remarie en 1971 avec l'actrice Maria Gustafsson (es) dont il a deux autres fils.

## Filmographie

### Réalisateur

#### Cinéma
- 1953 : Zorro se démasque (La montaña sin ley)
- 1957 : Sitiados en la ciudad
- 1960 : Los claveles
- 1961 : Botón de ancla (es)
- 1961 : Las Estrellas
- 1962 : Les Dernières Aventures de Fra Diavolo (I tromboni di Fra Diavolo)
- 1963 : Un demonio con ángel
- 1963 : Taxi
- 1963 : El precio de un asesino
- 1964 : Crimen
- 1965 : La chica del autostop
- 1965 : Duel dans le désert (La magnifica sfida)

#### Télévision
- 1971 : Vivir es lo que importa (1 épisode)
- 1973 : Crónicas de un pueblo (9 épisodes)
- 1974 : Cuentos y leyendas (1 épisode)
- 1977 : El otro arbol de Guernica
- 1978 : Novela (1 épisode)
- 1980 : Estudio 1 (3 épisodes)
- 1986 : Dinamo (6 épisodes)
- 1987 : Lapices de colores